# カスターズ・リベンジ

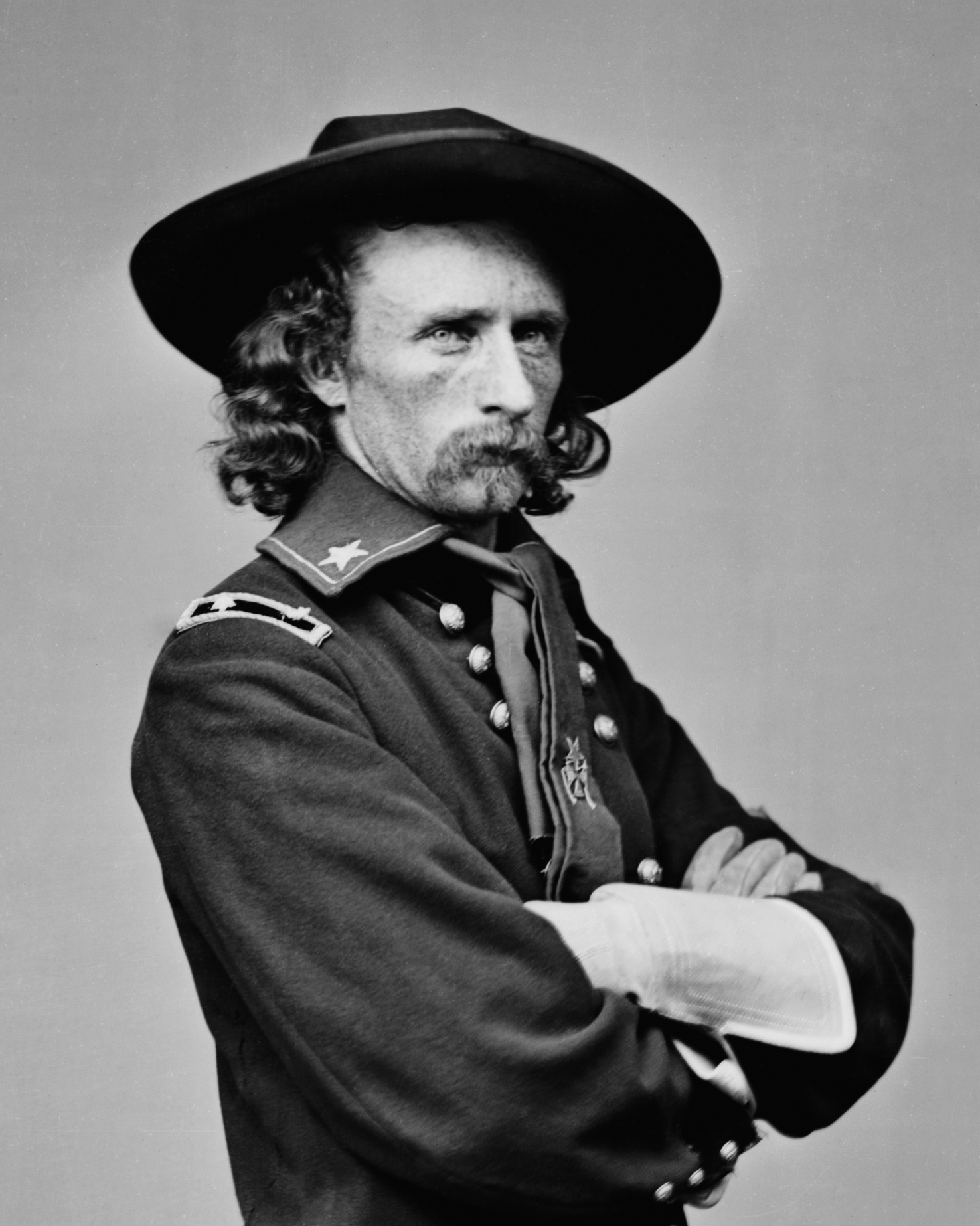
ジョージ・アームストロング・カスターの肖像

カスターズ・リベンジ（カスターの逆襲とも原題：Custer's Revenge、Westward Ho またはThe White Man Cameとも）は、アメリカ合衆国のミスティーク (Mystique) が開発したAtari 2600用アダルトゲーム。 
ジョージ・アームストロング・カスター将軍を主人公とした本作は1982年に発売され、アメリカインディアン女性への強姦が（本格的ではないが）疑似体験できるとして、多大な議論を巻き起こした。

## ゲーム内容
ジャンルはアクション。主人公はカウボーイ・ハットを身につけ、ペニスを勃起させた裸の男で、落ちてくる矢を避けながら右側で固定されたインディアン女性に迫っていき、彼女の前で腰を振った回数でゲームスコアを競う内容になっている。獲得ポイントが50に達するごとに主人公は左端に戻され、ゲームの進行が早くなっていく。

## リリースと論争
本作のリリース時、「未成年者には販売不可」("NOT FOR SALE TO MINORS")と表示して封をしたパッケージに警告表記も書かれ、49.95ドルで売られた。これは他のゲーム作品の相場より10数ドル高い設定であった。また、パッケージには「万一子供が本作について尋ねてきたら、カスター将軍と少女がただ踊っているだけだよと教えてあげてください」( "if the kids catch you and should ask, tell them Custer and the maiden are just dancing.") と書かれていた。
本作は全米女性組織やインディアン団体から非難を受け、団体の中には売名行為だと批判した者もあった。反ポルノグラフィ活動を行うアンドレア・ドウォーキンは、人種差別がポルノ作品の中で積極的に推進されている一例として本作を取り上げ非難した。また、ある活動家が国会議員にゲームの販売禁止を求めた結果、オクラホマシティでは本作の販売が禁止された。一方、メーカーであるマルチプル・インダストリーズ (Multiple Industries) は、ニューヨーク州サフォーク郡と郡の議員であるフィリップ・ノーラン (Philip Nolan) に対して、 ゲームの「販売および頒布を停止するための対応を取るために郡長を認可した決議」("a resolution authorizing the county executive to take action to halt sales and distribution") を問題として$11,000,000ドルの賠償を求める訴訟を起こした。
それでも、メディアで取り上げられたことにより、『バチェラー・パーティー』や『ビーテム&イーテム』といったミスティーク社の成年指定ソフトの売り上げの2倍にあたる80,000個が売れた。プラットフォームであるアタリにも、本作に関する抗議が来て、ミスティーク社を訴えたらどうかという声もあがった。ミスティークの関連会社であるアメリカン・マルチプル・インダストリーズのスチュアート・ケステン (Stuart Kesten) は「本作は性的に興奮させるためではなく、楽しむためにあるのです（中略）我々は人々を笑わせるゲームを作りたいのです」（"Our object is not to arouse, our object is to entertain [...] When people play our games, we want them smiling, we want them laughing."）と話した。ゲームのデザイナーであるジョエル・ミラー (Joel Miller) は、カスターが少女と両者合意の上で性行為に及んでいると話した。結果的に、本作は次第に市場から遠ざかっていった。
2008年にはカナダのカルガリー・ヘラルド紙上のビデオゲームにおける暴力問題に関する論説記事の中でカルガリー大学の教授トム・キーナン（Tom Keenan）が、リリースされてから26年後に「忌まわしいカスターズ・リベンジのゲーム」("the hideous Custer's Revenge game") として引用している。

## 批評
本作は様々なゲームレビューによって酷評されている。雑誌『エレクトロニック・ゲーミング・マンスリー』のSeanbabyは、彼がプレイした作品のうち最も最悪なゲーム作品20傑のうち第9位に本作を選んだ。オーストラリアのレビューサイト「PC Authority」では、世界で最も悪い暴力的ゲーム5作のうちの1つに本作を取り上げ、「やや独特」("somewhat unique") とした。
ゲームのレビューサイト「Classic Gaming」のFragmasterは、ゲームについて「かなり悪い」("pretty bad") という評価を下し、ゲーム性についてはとても難易度が低く、ゲームプログラミングとしては良くないと指摘した。また、グラフィックはAtari 2600シリーズであることを考慮して及第点とし、音周りもそこまで悪くないと評した。一方で、1980年代にはゲーム業界が異質な状態であったことを踏まえて「カスターズ・リベンジは〔ゲーム業界〕がどれだけ奇妙な状況であったかを示す好例」("Custer's Revenge is a great example of just how strange it was.")と位置づけた。また、レビューサイト「GameSpy.com」では開発元のミスティークがレイプ行為を描写するつもりがあるかないかどちらにせよ、「〔作品〕について褒められない」("neither way speaks well of it") とし、「カスターズ・リベンジは性的虐待もしくは愚の骨頂を具現化したものである」("Custer's Revenge is either a monument to sexual abuse or to sheer stupidity") と表現した。ゲーム作品を批評するサイト「allgame」のSteve Honeywellは、本作のグラフィック・音楽・楽しさ・リプレイする価値・総合点の評価項目で全て星1つとし、付属マニュアルに関してのみ星2つとした（満点は星5つ）。さらに「分別のひどく欠落し」 ("a severe lack of taste") 、「面白おかしいだけでなく犠牲者にとって気持ちのよいものとして表現したレイプ行為を賛美する作品」 ("a glorification of rape portrayed not only as "funny" but also pleasurable for the victim") と位置づけ、「本作が抗議されたのは全くもって驚くに値しない」("It's really no wonder that this game was protested.") と酷評した。
また、ゲームレビューサイト「Games.net」では「不快にさせるほどの性的なゲームキャラクター」("Disturbingly Sexual Game Characters") の10傑のうち5位に本作のインディアン女性を選出した。2010年には、アメリカのウェブサイト「UGO」がこれまで最も人種差別的であったビデオゲーム一覧のなかで第10位に本作を取り上げ、最も性的ではないビデオゲームキャラクター20傑のなかにカスター将軍を選出した。
アダルトゲームを批評した日本の書籍『超エロゲー』・著者の多根清史は、本作について「荒々しいドットが目に眩しい」と批判したものの、Atari 2600向けのゲーム作品は全て「アルタミラ壁画以下のドット絵」のため大きな問題ではないとした。一方、「allgame」のHoneywellはAtari 2600のゲームのグラフィックのクオリティが高くないことを考慮しても「ばかげている」("ridiculous")・「特大の体の部位をブロック状の塊の山で構成している」 ("Oversized body parts abound in blocky chunks.") とした。また、多根はゲームの内容には最低な要素が凝縮されていると指摘し、本作がリリースされた当時のゲーム業界は不振とされていたものの実際には売上が向上していたことから虚偽とされているアタリショックを「"あったこと"にしていいんじゃないかな」と考察している。
アダルトゲームの歴史についてまとめた『エロゲー文化研究概論 増補改訂版』の中で著者の宮本直毅は、凌辱行為を描いたビデオゲーム作品のなかでは最初もしくは初期の頃の作品と位置づけ、本作のグラフィックは「人型のシミがカクカク動いているような見映え」と批評した。